# Fudbalski klub Budućnost Podgorica
Il Fudbalski klub Budućnost Podgorica (montenegrino: Фудбалски клуб Будућност Подгорица), noto come Budućnost Podgorica o Budućnost, è la sezione calcistica della società polisportiva montenegrina Sportsko Društvo Budućnost, che ha sede nella capitale Podgorica. Milita in Prva crnogorska fudbalska liga, massima serie del campionato montenegrino di calcio.
Gioca le partite casalinghe allo stadio pod Goricom, impianto da 11 264 spettatori.

## Storia
Il club venne fondato nel 1925 come FK Zora Podgorica e durante gli anni della Repubblica Socialista Federale di Jugoslavia i maggiori risultati conseguiti dalla squadra furono il raggiungimento delle finali, entrambe perse, della Coppa di Jugoslavia del 1965 e del 1977. A livello internazionale raggiunse la finale, persa contro l'Inter Sibiu, della Coppa dei Balcani 1991.
Dal 2007, dopo l'indipendenza del Montenegro, il club milita nella Prva crnogorska fudbalska liga, di cui ha vinto cinque edizioni (l'ultima nel 2021) e si è classificata seconda in altre 7 edizioni.

## Palmarès

### Competizioni nazionali
- 2. Savezna liga: 6

1947-1948, 1961-1962 (girone est), 1968-1969 (girone sud), 1971-1972 (girone sud), 1972-1973 (girone sud), 1974-1975 (girone est)
- Crnogorska republička liga: 3

1946, 1952, 1953
- Campionato montenegrino: 7

2007-2008, 2011-2012, 2016-2017, 2019-2020, 2020-2021, 2022-2023, 2024-2025
- Coppa del Montenegro: 5

2012-2013, 2018-2019, 2020-2021, 2021-2022, 2023-2024
- Druga liga Srbije i Crne Gore: 1

2003-2004 (girone sud)

### Competizioni internazionali
- Coppa Intertoto: 1

1981

### Competizioni giovanili
- Juniorsko prvenstvo Jugoslavije u nogometu: 1

1980-1981
- Omladinski kup Jugoslavije u nogometu: 1

1990-1991

### Altri piazzamenti
- Kup Maršala Tita:

Finalista: 1964-1965, 1976-1977
Semifinalista: 1949, 1956-1957, 1980-1981, 1986-1987
- 2. Savezna liga:

Secondo posto: 1954-1955, 1960-1961 (girone est), 1969-1970 (girone sud)
Terzo posto: 1951, 1964-1965 (girone est), 1970-1971 (girone sud)
- Campionato montenegrino:

Secondo posto: 2006-2007, 2008-2009, 2009-2010, 2010-2011, 2012-2013, 2015-2016, 2017-2018, 2018-2019, 2021-2022
Terzo posto: 2014-2015, 2023-2024
- Coppa del Montenegro:

Finalista: 2007-2008, 2009-2010, 2015-2016
Semifinalista: 2008-2009, 2014-2015, 2017-2018, 2019-2020
- Druga liga SR Jugoslavije:

Secondo posto: 2001-2002 (girone sud)
Terzo posto: 2002-2003 (girone sud)
- Coppa dei Balcani per club:

Finalista: 1990-1991

## Statistiche e record

### Statistiche nelle competizioni UEFA
Tabella aggiornata alla stagione 2025-2026.
| Competizione                  | Partecipazioni | G  | V  | N | P  | RF | RS |
| ----------------------------- | -------------- | -- | -- | - | -- | -- | -- |
| UEFA Champions League         | 5              | 9  | 1  | 3 | 5  | 6  | 13 |
| Coppa UEFA/UEFA Europa League | 8              | 28 | 10 | 5 | 13 | 30 | 32 |
| UEFA Conference League        | 4              | 8  | 1  | 2 | 5  | 5  | 11 |
| Coppa Intertoto               | 3              | 14 | 6  | 4 | 4  | 28 | 22 |

## Organico

### Rosa 2022-2023
Aggiornata al 7 agosto 2022.
| N. |                       | Ruolo | Calciatore                |
| -- | --------------------- | ----- | ------------------------- |
| 1  | Montenegro (bandiera) | P     | Miloš Dragojević          |
| 4  | Montenegro (bandiera) | C     | Petar Vukčević            |
| 5  | Montenegro (bandiera) | D     | Anto Babić                |
| 6  | Montenegro (bandiera) | C     | Jovan Dašić               |
| 7  | Montenegro (bandiera) | A     | Draško Božović (capitano) |
| 8  | Montenegro (bandiera) | C     | Luka Mirković             |
| 9  | Montenegro (bandiera) | A     | Aleksandar Vujačić        |
| 10 | Montenegro (bandiera) | C     | Igor Ivanović             |
| 11 | Montenegro (bandiera) | A     | Milan Vukotić             |
| 13 | Serbia (bandiera)     | P     | Nemanja Jevrić            |
| 14 | Montenegro (bandiera) | A     | Lazar Mijović             |
| 17 | Montenegro (bandiera) | C     | Balša Ćetković            |
| 18 | Montenegro (bandiera) | A     | Petar Grbić               |
| 19 | Montenegro (bandiera) | C     | Miloš Raičković           |

| N. |                       | Ruolo | Calciatore          |
| -- | --------------------- | ----- | ------------------- |
| 20 | Montenegro (bandiera) | A     | Damjan Mugoša       |
| 22 | Montenegro (bandiera) | C     | Miomir Đuričković   |
| 23 | Montenegro (bandiera) | D     | Nemanja Sekulić     |
| 24 | Montenegro (bandiera) | D     | Bogdan Milić        |
| 25 | Montenegro (bandiera) | D     | Velimir Vlahović    |
| 26 | Montenegro (bandiera) | D     | Igor Ćuković        |
| 29 | Montenegro (bandiera) | C     | Vasilije Terzić     |
| 31 | Montenegro (bandiera) | P     | Đorđije Pavličić    |
| 33 | Montenegro (bandiera) | D     | Vladan Adžić        |
| 45 | Grecia (bandiera)     | A     | Panagiotis Moraitis |
| 77 | Montenegro (bandiera) | A     | Ivan Bojović        |
| 96 | Montenegro (bandiera) | C     | Velizar Janketić    |
| 99 | Montenegro (bandiera) | A     | Dejan Zarubica      |

### Staff tecnico
- Allenatore:  Miodrag Radulović
- Vice allenatore :  Goran Perišić
- Assistente tecnico :  Radisav Dragićević
- Allenatore dei portieri :  Dragoje Leković
- Preparatore atletico :  Jovan Počuča
- Responsabile area medica :  Žarko Dašić
- Fisioterapisti:  Zoran Jovović,  Milorad Čabarkapa
- Economista :  Zoran Gajević